# Taky Marie-Divine Kouamé
Taky Marie-Divine Kouamé (Créteil, 30 juli 2002) is een Frans baanwielrenner. In 2022 werd ze wereldkampioen bij de elite in de 500 meter-tijdrit.

## Biografie

### Wielrennen
Op jonge leeftijd kwam Kouamé al met wielrennen in aanraking. Gilbert Rousseau, de voorzitter van een lokale wielerclub, werkte in de kantine van haar school. Kouamé sloot zich hierbij aan, en begon met veldrijden in de winter en wegwielrennen in de zomer. Ondertussen deed ze ook aan basketbal, voetbal, atletiek en zwemmen. Toen ze reed bij de miniemen, en dus dertien à veertien jaar oud was, maakte ze de overstap naar de piste. Hier fietste ze samen met Mathilde Gros en Julie Michaux, die haar partners bij de teamsprint zouden worden. Sinds 2021 is meervoudig wereldkampioen Grégory Baugé haar trainer.
Tijdens haar eerste Franse kampioenschappen baanwielrennen bij de elite in 2021 won Kouamé meteen drie gouden medailles, in de 500 meter-tijdrit, de keirin en de sprint. Ook won ze dat jaar de keirin en werd ze tweede in de sprint op de Track Cycling Challenge in het Zwitserse Grenchen. In juli 2022 verbeterde ze het veertien jaar oude Franse record van Sandie Clair in de 500 meter-tijdrit. In oktober van dat jaar verbrak ze haar eigen record nog tweemaal, tot 32"835. In 2022 wist Kouamé, als eerste Franse sinds Félicia Ballanger in 1999, de gouden medaille te behalen op de wereldkampioenschappen baanwielrennen in de 500 meter-tijdrit. Ze versloeg hierbij meervoudig wereldkampioen Emma Hinze en Guo Yufang. Beelden van Kouamé tijdens de podiumceremonie gingen de wereld rond door haar uitbundige meezingen van het Franse volklied. Dat jaar wist ze bovendien op de Nations Cup in het Colombiaanse Cali brons te behalen op de teamsprint, samen met Gros en Michaux.

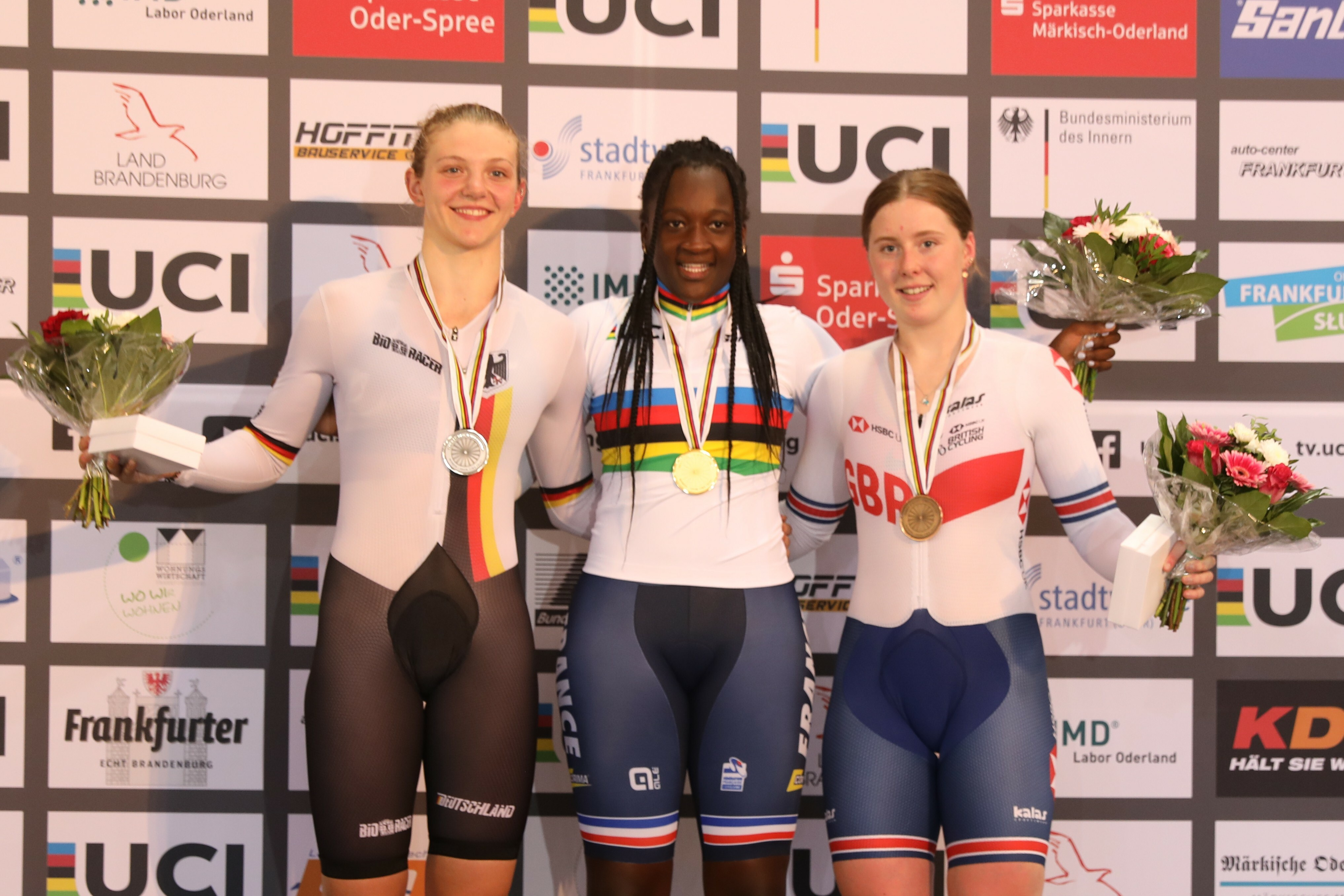
Kouamé na haar juniorenoverwinning op het WK 500 meter-tijdrit in 2019, tussen Alessa-Catriona Pröpster en Emma Finucane

### Studie
Kouamé studeert politicologie aan Sciences Po, een prestigieus opleidingsinstituut op universitair niveau in Parijs, dat faciliteiten biedt voor topsporters om sport en studie te combineren.

### Racisme
In het boek Black Champions in Cycling, geschreven door Marlon Moncrieffe van de Universiteit van Brighton, praat Kouamé over het racisme waarvan ze slachtoffer werd in haar jeugd. Anderen die aan het woord komen in dit boek zijn onder meer Rahsaan Bahati, Ceylin del Carmen Alvarado, Nicholas Dlamini, Shanaze Reade, Kévin Reza, Major Taylor en haar trainer Grégory Baugé.

## Palmares
Hieronder volgt het palmares van Kouamé in alle categorieën van de Franse, Europese en wereldkampioenschappen.
| Jaar         | FK                                  | EK                                  | WK                |
| Nieuwelingen | Nieuwelingen                        | Nieuwelingen                        | Nieuwelingen      |
| ------------ | ----------------------------------- | ----------------------------------- | ----------------- |
| 2016         | Sprint                              |                                     |                   |
| 2017         | Sprint                              |                                     |                   |
| 2018         | 500 meter-tijdrit · Sprint · Keirin |                                     |                   |
| Junioren     |                                     |                                     |                   |
| 2017         | Teamsprint · (met Mathilde Gros)    |                                     |                   |
| 2019         |                                     | 500 meter-tijdrit · Keirin · Sprint | 500 meter-tijdrit |
| 2020         |                                     | 500 meter-tijdrit · Keirin · Sprint |                   |
| Beloften     |                                     |                                     |                   |
| 2022         |                                     | 500 meter-tijdrit · Keirin · Sprint |                   |
| Elites       |                                     |                                     |                   |
| 2021         | 500 meter-tijdrit · Keirin · Sprint |                                     |                   |
| 2022         | 500 meter-tijdrit · Keirin · Sprint |                                     | 500 meter-tijdrit |
| 2023         | Keirin · Sprint · 500m tijdrit      | 500m tijdrit                        |                   |
| 2024         | Keirin · Sprint · 500m tijdrit      | 500m tijdrit                        |                   |
| 2025         | 1km tijdrit · sprint                |                                     |                   |